# Agos
Agos — щотижнева газета, що видається в Стамбулі турецькою та вірменською мовами. Назва походить від вірменського слова, що означає «борозна, викопана для посіву насіння або посадки саджанців». Це перша газета періоду Республіки Туреччина, що видається двома мовами — турецькою та вірменською.

## Історія
Газета почала видаватися 5 квітня 1996 року як перше переважно турецькомовне видання вірменської громади Туреччини. Її заснували Луїз Бакар, Грант Дінк, Арутюн Шешетян та Анна Турай. Проте незабаром Грант Дінк став головним редактором і провідним ідейним лідером газети.
19 січня 2007 року Грант Дінк був убитий унаслідок замаху біля будівлі газети в Себат Апартмани. Ця подія викликала значний суспільний резонанс, що сприяло ширшому визнанню газети та зростанню її тиражу. Після вбивства обов’язки головного редактора перебрав Етьєн Махчупян. У 2010 році він передав посаду Роберу Копташу, який виконував ці обов’язки п’ять років. 29 січня 2015 року Копташ залишив посаду, і його замінив Єтварт Данзикян.
Після смерті Гранта Дінка тираж газети, яка розповсюджується по всій країні, досяг 6000 примірників. Газета виходить на 24 сторінках, чотири з яких вірменською мовою. Вона також видає щомісячний книжковий додаток під назвою Kirk. Щосуботи з 09:00 до 10:30 на Ачик Радіо виходить програма «Радіо Agos».
3 червня 2015 року вийшов 1000-й номер газети.
Газета є лауреатом Премії журналістики Метіна Гьоктепе.

## Персоналії
Особи, які працювали в газеті:
- Агоп Айваз
- Грант Дінк
- Ракель Дінк
- Етьєн Махчупян
- Карін Каракашли
- Робер Копташ
- Єтварт Данзикян